# Brachydontium olsonii
Brachydontium olsonii är en bladmossart som beskrevs av F. D. Bowers och Bruce H. Allen 1990. Brachydontium olsonii ingår i släktet dimmossor, och familjen Seligeriaceae. Inga underarter finns listade i Catalogue of Life.